# مصنف عبد الرزاق
مُصَنّف عبدالرزاق صنعانی مجموعه‌ای از احادیث از قرن اول هجری است که توسط عبد الرزاق صنعانی گردآوری شده‌است. این مجموعه شامل بیش از ۱۸هزار حدیث به ترتیب موضوعی است.

## اهمیت مصنف
هارالد ماتسکی در ژورنال مطالعات خاور نزدیک استدلال می‌کند که مصنف منبع احادیث معتبری از قرن اول هجری است و رد فله‌ای اعتبار احادیث «مطالعات اسلامی را از منبعی مهم و مفید محروم می‌سازد.» اگرچه مصنف نباید کاملاً صحیح دانسته شود، چنان‌که خود مسلمانان نیز به صحت کامل مصنف اعتقاد ندارند.